# Trichopterigia decorata
Trichopterigia decorata är en fjärilsart som beskrevs av Moore 1888. Trichopterigia decorata ingår i släktet Trichopterigia och familjen mätare. Inga underarter finns listade i Catalogue of Life.